# Hydraena terralta
Hydraena terralta är en skalbaggsart som beskrevs av Perkins 1980. Hydraena terralta ingår i släktet Hydraena och familjen vattenbrynsbaggar. Inga underarter finns listade i Catalogue of Life.